# Baloch Nationalist Army

Die Baloch Nationalist Army (BNA; urdu بلوچ نیشنلسٹ آرمی) ist eine militante Gruppe, die für die Unabhängigkeit von Belutschistan kämpft. Die Gruppe entstand am 11. Januar 2022 aus einer Fusion der Baloch Republican Army (BRA) und der United Baloch Army (UBA). BRA und UBA lösten sich ebenfalls nach der Gründung der Baloch Nationalist Army auf.

## Hintergrund
BRA und UBA, die Vorgänger der BNA, wurden im Jahr 2006 bzw. 2013 gegründet.

## Geschichte
Am 7. April 2023 verhaftete Pakistan Gulzar Imam, den Anführer und Gründer der BNA.

## Angriffe
Am 20. Januar 2022 wurden bei einem Bombenanschlag in Lahore, Punjab, Pakistan, mindestens drei Menschen getötet und über 20 weitere verletzt. Um 13:40 Uhr explodierte eine improvisierte Sprengvorrichtung mit einem Gewicht von 1,5 Kilogramm auf einem Motorrad, das neben einem Verkaufswagen vor einer Bank in einem belebten Markt in der Anarkali-Gegend der Stadt geparkt war. Fenster in der Nähe gelegener Gebäude wurden zerstört und mehrere geparkte Motorräder fingen Feuer. Der Angriff wurde auf Twitter von einem Sprecher der Baloch Nationalist Army beansprucht. Der Anschlag in Lahore wurde von Führern belutschischer nationalistischer Gruppen wie Mehran Marri und Brahumdagh Bugti auf das Schärfste verurteilt. Die Verurteilung der Führer nationalistischer Gruppen verdeutlichte den Konflikt zwischen den Führern von Terrorgruppen im Ausland und den Kämpfern vor Ort.
Auch Angriffe auf die pakistanische Frontier Corps 2022 wurden von der Balochistan Nationalist Army beansprucht. Am 2. Februar griff sie sowohl die Frontier Corps Basis in Nushki als auch einen Vorposten im Distrikt Panjgur an.